# Bruce Conner
Bruce Conner (McPherson, Kansas; 18 de noviembre de 1933 - San Francisco, 7 de julio de 2008) fue un artista norteamericano pionero en la realización de cine experimental, destacando la utilización de técnicas como el ensamblaje y Found footage. También cultivo otras artes como; dibujo, escultura, pintura, collage y fotografía.

## Vida
Bruce Conner estudio entre 1951/1952 en la Universidad de Wichita, aunque más tarde obtendría su licenciatura en la Universidad de Nebraska. Posteriormente estudio en la Brooklyn Museum Art School y en la Universidad de Colorado, donde conocería a su más adelante esposa, la artista Jean Sandstedt. Conner sería afamado internacionalmente a lo largo de los años 50 por sus esculturas vanguardistas realizadas con trozos de muebles, muñecas rotas, medias de Nylon y otros materiales de desecho. En 1958 estrenó "A Movie", cortometraje experimental realizado con material encontrado (Found footage). Desde entonces su reconocimiento en el medio audiovisual ha llegado hasta el presente, principalmente por su contribución al género del Videoclip, donde colaboró con artistas como Devo, Terry Riley, Brian Eno, David Byrne y otros.
Conner, junto a otros artistas como; Stan Brakhage, Ken Jacobs, Jonas Mekas und Andy Warhol destaca como referente de la escena cinematográfica Underground de finales de los años 50 y 60. En 1988 fue galardonado con el premio Maya Deren al cine independiente y videoarte del American Film Institute.

## Filmografía
- 1958: A Movie
- 1962: Cosmic Ray
- 1965: Vivian
- 1965: Ten Second Film
- 1965: A Class Picture of the CCAC Film Class of '65 Actually Taught by Bruce Conner in the Tradition of Lumière
- 1966: Easter Morning Raga
- 1966: Breakaway
- 1967: The White Rose
- 1967: Report
- 1967: Luke
- 1967: Looking for Mushrooms
- 1968: Antonia Christina Basilotta
- 1969: Permian Strata
- 1973: Marilyn Times Five
- 1976: Take the 5:10 to Dreamland
- 1976: Crossroads
- 1977: Valse Triste
- 1978: Mongoloid
- 1981: America Is Waiting
- 1995: Television Assassination
- 1996: Looking for Mushrooms